# Aralia spinosa
Aralia spinosa L., 1753, comunemente nota in inglese come Devil's Walkingstick (bastone del Diavolo), è una pianta della famiglia delle Araliacee, nativa degli Stati Uniti orientali.
I vari nomi si riferiscono ai fusti, ai petioli e alle foglie nettamente spinose. Fu anche nota come Angelica-tree.
Questa specie è talvolta chiamata Hercules' Club (mazza di Ercole), Prickly Ash (frassino pungente) o Prickly Elder (sambuco pungente), nomi comuni che condivide con la pianta non imparentata Zanthoxylum clava-herculis.
Per questa ragione, Aralia spinosa è talvolta confusa con quella specie ed erroneamente chiamata Toothache Tree (albero del mal di denti), ma non possiede le proprietà mediche dello Zanthoxylum clava-herculis.
Aralia spinosa è anche coltivata talvolta per il suo aspetto esotico e tropicale, essendo dotata di ampie foglie composte dentellate. Essa è strettamente correlata alla specie asiatica Aralia elata, una specie più comunemente coltivata, con la quale è facilmente confusa.

## Descrizione
Aralia spinosa è un cespuglio o un piccolo albero aromatico spinoso con foglie decidue, che cresce da 2 a 8 m, con un fusto semplice o occasionalmente ramificato, recante foglie molto larghe e bipinnate, lunghe da 70 a 120 cm.

### Corteccia
La corteccia è di colore marrone chiaro, è divisa in creste fratturate arrotondate. I tronchi misurano 15–20 cm di diametro, con le piante che hanno portamento simile a ombrelli con le corone aperte. I rametti misurano da 10 a 18 mm di diametro, muniti di spine robuste, diritte o curve, sparse, e quasi completamente circondati da strette cicatrici fogliari. Al principio sono di colore giallo-marrone chiaro, lucenti e punteggiati, per divenire poi di colore marrone chiaro.

### Legno
Il legno è marrone con striature gialle; leggero, soffice, fragile, a celle chiuse.
I giovani fusti sono forti e completamente ricoperti di spine appuntite.
Generalmente le piante crescono in gruppi di tronchi senza rami, sebbene occasionalmente siano generati forti rami che si diffondono ampiamente. 

### Gemme invernali
Le gemme terminali sono di colore marrone, coniche e lunghe da 12 a 18 mm, mentre le gemme ascellari sono appiattite, triangolari e lunghe circa 6 mm.

### Foglie
Le foglie sono composte bipinnate o tripinnate; esse sono le più grandi di tutti gli alberi dell'area a clima temperato negli Stati Uniti continentali, raggiungendo spesso circa un metro di lunghezza e 60 cm di larghezza. In autunno le foglie assumono un colore rosso bronzo singolare, con un tocco di giallo, che rende l'albero visibile e attraente.
Le pinne sono pinnate in maniera non uniforme, avendo cinque o sei coppie di foglioline ed una fogliolina terminale lunga; spesso queste foglioline sono esse stesse pinnate. Le ultime foglioline sono ovoidali, di lunghezza da 5 a 8 cm, a forma di cuneo o arrotondate alla base, serrate o dentate, acute; la venatura centrale e le venature primarie sono prominenti. Escono dalle gemme di colore verde bronzo, brillanti, alquanto pelose. Quando sono completamente cresciute sono di colore verde scuro sulla faccia superiore, verde chiaro sulla faccia inferiore. Le venature centrali sono frequentemente dotate di spine.
I petioli sono muniti di spine e robusti, con basi rigonfie. Sono di colore marrone chiaro e misurano 45–50 cm di lunghezza.
Le stipule sono appuntite, lunghe circa 12–14 mm.

### Fiori

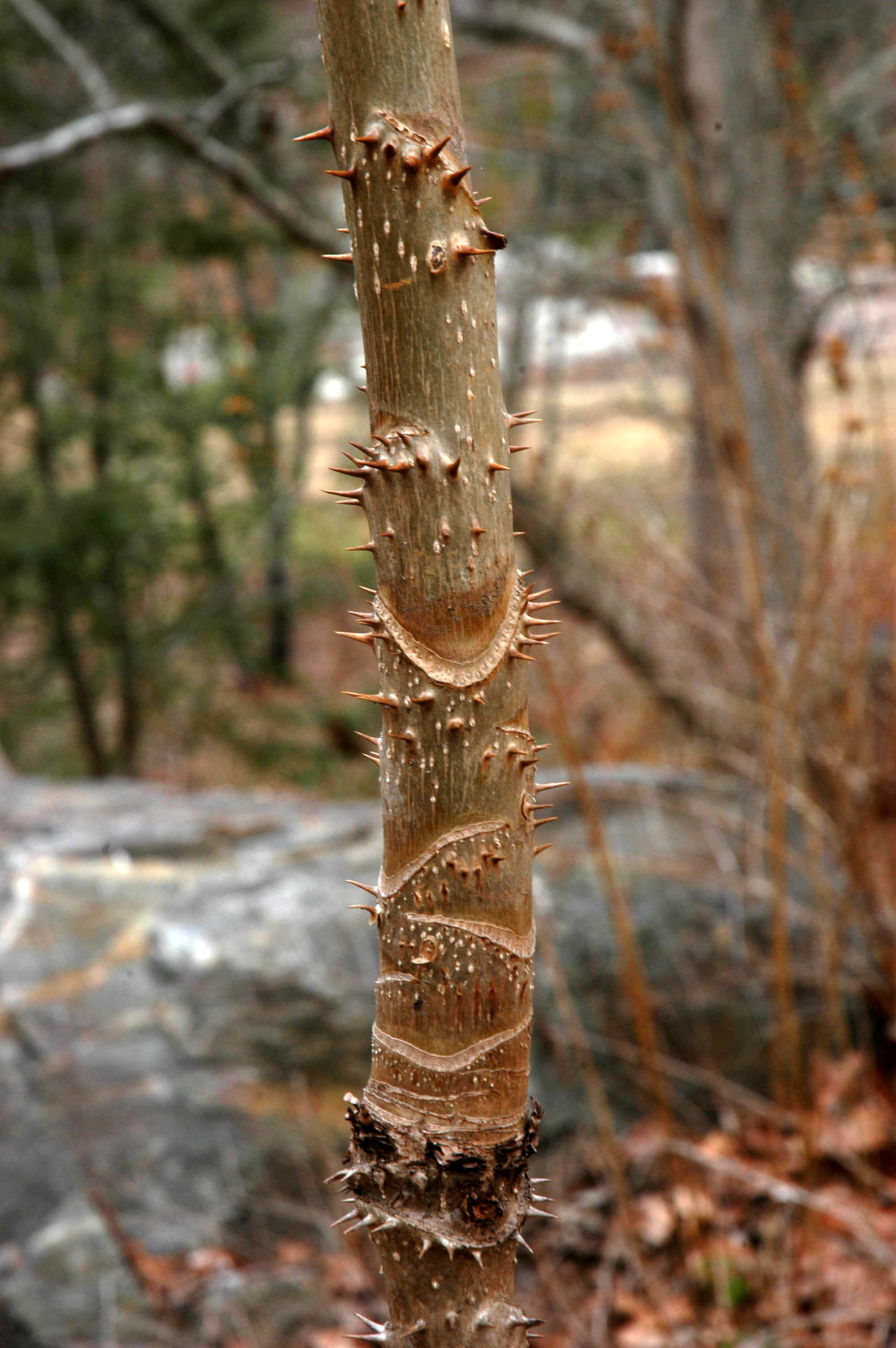
Il tronco, con la corteccia, le cicatrici fogliari e le spine.

La pianta fiorisce in luglio e agosto. I fiori sono di colore bianco crema, singolarmente sono piccoli (circa 5 mm o 0.2 in sezione), ma sono raggruppati in grandi pannocchie composite di lunghezza pari a 30–60 cm; la fioritura avviene a fine estate. 
Le brattee sono lanceolate, acuminate e persistenti.
Il calice è coerente con l'ovario e presenta cinque fini dentelli.
La corolla è composta da 5 petali bianchi posti sul margine del disco; essi sono acuti e leggermente flessi all'apice.
Gli stami sono 5, anch'essi inseriti sul margine del disco e alternati con i petali. Le antere sono oblunghe, a due celle, che si aprono longitudinalmente, e attaccate sul lato posteriore. L'ovario è infero, con cinque celle. Anche gli stili sono cinque.

### Frutti
Il frutto è una drupa globulare di colore viola-nero e diametro pari a 6–8 mm, pentagonale, coronata da stili anneriti, che matura in autunno. La polpa è sottile e scura.

### Radici
Le radici sono spesse e carnose.

### Portamento
Il portamento e l'aspetto generale di Aralia spinosa e delle specie correlate di Aralia che formano alberi sono uniche.
Si trova solitamente come un gruppo di fusti non ramificati, che si elevano fino a circa 3,5–6 m e che portano sulle loro cime un affollato raggruppamento di foglie composte doppie o triple, dando così ad ogni fusto una certa parvenza di palma tropicale.
Si riporta che nel sud raggiunga l'altezza di 15 m, conservando ancora il suo aspetto di palma. Tuttavia, più a nord, le sembianze di palma esile e ondeggiante è più caratteristica delle giovani piante, che non sono state danneggiate dalle tempeste invernali.

## Distribuzione e habitat
Aralia spinosa è ubiquitaria nella parte orientale degli Stati Uniti d'America, a partire da New York fino alla Florida lungo la Costa Atlantica, e verso ovest fino all'Ohio, all'Illinois e al Texas. 
Preferisce suoli profondi e umidi.
Le piante crescono tipicamente nel sottobosco delle foreste o ai loro margini, spesso formando polloni che spuntano dalle radici.
Questo albero era ammirato dagli Irochesi per la sua utilità e per la sua rarità. Gli Irochesi avrebbero preso le piantine dell'albero per piantarle nei pressi dei loro villaggi e sulle isole, cosicché gli animali non mangiavano i loro frutti pregiati. I frutti erano utilizzati in parecchi alimenti dei nativi. Le donne avrebbero utilizzati i fiori ponendoli tra i capelli a causa del loro profumo di limone.
I fiori potevano essere anche scambiati come denaro.

## Usi
Le foglie giovani sono commestibili se raccolte prima dell'indurimento delle spine. Esse sono tritate finemente e quindi cotte come gli ortaggi.
La coltivazione di Aralia spinosa fu introdotta nel 1688; essa è tuttora coltivata per il suo fogliame decorativo, i fusti spinosi, grandi pannocchie floreali molto vistose e colori autunnali caratteristici. 
Queste piante crescono lentamente, sono robuste e durature, si trovano bene negli ambiti urbani, ma recano molte spine sui loro fusti e su foglie e petioli. 
Queste piante possono essere propagate dai semi o per taglio delle radici.